# Seriphidium parishii
Seriphidium parishii là một loài thực vật có hoa trong họ Cúc. Loài này được (A.Gray) Y.R.Ling miêu tả khoa học đầu tiên năm 1995.